# Carl Faust (Komponist)
Carl Faust (auch Karl Faust, * 18. Februar 1825 in Neisse, Landkreis Neisse, Provinz Schlesien; † 12. September 1892 in Bad Kudowa, Kreis Glatz) war ein deutscher Militärmusiker und Komponist.

## Leben
Carl Faust absolvierte seine Schulzeit in Neisse. Wegen seiner musikalischen Begabung wurde er anschließend im oberschlesischen Sankt Annaberg zum Militärmusiker ausgebildet.
1853 wurde er zum Stabsoboisten ernannt und übernahm die Leitung des Musikkorps des 36. Preußischen Füsilier-Regiments in Halle (Saale). 1859 wurde er zum Schlesischen Grenadier-Regiment Nr. 11 nach Breslau versetzt. 1865 quittierte er den Militärdienst und übernahm die Orchesterleitung der Philharmonie in Waldenburg, wo er 1869 zum Stadtmusikdirektor ernannt wurde.

## Werke
Carl Faust komponierte über 200 Werke, u. a. Walzer, Polkas und Märsche, die eingängig und melodiös geschrieben waren und ihm den Beinamen schlesischer Walzerkönig einbrachten. Die Werke sind heute mit Ausnahme weniger Märsche weitgehend vergessen.
Erhalten blieb bis heute sein Marsch Glück auf, op. 127 (1865). Dieser kam als sein Meisterstück im benachbarten Königreich Sachsen – möglicherweise wegen des im Trio verwendeten und bekannten Freiberger Bergmannsliedes „Schon wieder tönt’s vom Schachte her …“ – so gut an, dass das 2. Sächsische Grenadier-Regiment in Dresden ihn als Parademarsch zugewiesen bekam. Dieses Regiment residierte neben den Leibgrenadieren des 1. Grenadier-Regiments in dem großen Kasernen-Areal der Dresdner Albertstadt bis zum Untergang des Königreichs Sachsen im Jahre 1918. Das 1860 gegründete Österreichische Infanterie-Regiment Nr. 77 erhielt das Stück ebenfalls als Regimentsmarsch zugewiesen. Nach 1866 und dem Ende des Deutschen Krieges wurde er in Österreich in „Skalitz-Marsch“ umbenannt. 1961 wurde der Marsch Glück auf! in die Armeemarschsammlung der Bundeswehr aufgenommen (AM II, Nr. 157).
Der „Defiliermarsch“, seit 1961 ebenfalls Bestandteil der Armeemarschsammlung (AM II, Nr. 126), entstand 1855. Mit ihm beteiligte sich Faust bei einem Preisausschreiben des Berliner Verlages Bote & Bock und erhielt für ihn den 1. Preis. Er war der Parademarsch des Königlich-Württembergischen Pionier-Bataillons Nr. 13 in Ulm.
Ebenfalls in die Armeemarschsammlung wurde seine Polka „Die Marketenderin“ als Trabmarsch aufgenommen (AM III, Nr. 213).
Sein Marsch „Mit klingendem Spiel“, op. 177, wurde Regimentsmarsch des Infanterie-Regimentes Nr. 90 in Rostock, ebenfalls bekannt ist noch der „Steiger-Marsch“, als Variation mit dem bekannten Steigerlied.
Seine Quadrille op. 40 war bis in die 1960er Jahre die Standardwahl für die „Quadrille des Lanciers“.